# Візенбах (Баварія)
Візенбах (нім. Wiesenbach) — громада в Німеччині, знаходиться в землі Баварія. Підпорядковується адміністративному округу Швабія. Входить до складу району Гюнцбург.  Складова частина об'єднання громад Крумбах.
Площа — 11,47 км2. Населення становить 986 ос. (станом на 31 грудня 2020).